# H・V・S・ピーク
ハーマン・ヴァン・スリック・ピーク（Hamman Van Slyck Peeke、1866年11月1日−1929年）は明治期に来日したアメリカ・オランダ改革派教会派遣の宣教師（在任期間1887−1890年、1893−1929年）。
長崎、鹿児島、大分、別府などで伝道（1889年～1993年においては都城でも洗礼を授けている）。
東山学院の院長、明治学院理事などを歴任。